# Кастаньо, Фидель
Фидель Кастаньо (исп. Fidel Castaño; 8 августа 1951, Амальфи, Антьокия — 6 января 1994, Сан-Педро-де-Ураба) — колумбийский ультраправый повстанец и политик-антикоммунист. Один из основателей и лидеров парамилитарных формирований «Крестьянские силы самообороны Кордобы и Урабы» (Autodefensas Campesinas de Córdoba y Urabá, ACCU) и «Лос Пепес» (Los Pepes). Активный участник гражданской войны с колумбийскими марксистами. Погиб в результате стычки с повстанцами ФАРК.

## Биография
Родился в 1951 году в зажиточной крестьянской семье, один из двенадцати детей. В 1981 году глава семьи Хесус Кастаньо был похищен марксистскими повстанцами ФАРК с целью выкупа и умер от разрыва сердца. Данное событие стало отправной точкой для сыновей погибшего Кастаньо, которые решили отомстить марксистам за гибель отца. Братья Фидель и Карлос Кастаньо посчитали, что правительственные силы не борются с коммунистическими повстанцами и начали формировать антикоммунистическое парамилитарное ополчение. Они основали вооружённую группировку Крестьянские силы самообороны Кордобы и Урабы и стали атаковать леворадикальных повстанцев, братьев Кастаньо во время подобных боевых столкновениях отличала от остальных крайняя жестокость к врагу. Кастаньо также уничтожали членов Патриотического союза (которых они считали политическим крылом ФАРК). Фидель Кастаньо за свою свирепость в бою и атлетическое телосложение получил прозвище Рэмбо.
Фидель Кастаньо имел криминальный опыт, одно время был связан с Пабло Эскобаром. Однако, затем принял участие в создании группировки Лос Пепес, которая финансировалась враждебными Эскобару картелем Кали. Согласно документам, опубликованным ЦРУ США в 2008 году, «генеральный директор национальной полиции Колумбии Мигель Антонио Гомес Падилья сообщил, что он был уполномочен поддерживать контакты с Фиделем Кастаньо, лидером Лос Пепес, с целью сбора оперативных данных». После смерти Эскобара в 1993 году, ряд руководителей Лос Пепес во главе с Карлосом Кастаньо возглавили Объединенные силы самообороны Колумбии (AUC) — ультраправую военизированную организацию, активно участвовавшую в колумбийской гражданской войне.
6 января 1994 года Фидель Кастаньо погиб в перестрелке с повстанцами ФАРК на лесной тропе в департаменте Антьокия. В сентябре 2013 года были обнаружены его останки вместе с телами ещё 7 человек.